# Jumirim
Jumirim é um município brasileiro do estado de São Paulo, situado na Região Metropolitana de Sorocaba, na Mesorregião de Piracicaba e na Microrregião de Piracicaba. Localiza-se a uma latitude 23º05'12" sul e a uma longitude 47º47'03" oeste, estando a uma altitude de 561 metros. Sua população estimada em 2018 era de 3 315 habitantes.
Possui uma área de 56,685 km².

## História
A região que hoje abriga município de Jumirim é marcada pela presença do Rio Sorocaba e Rio Tietê e ocupa uma vantajosa posição na região central de São Paulo. Tais condições favoráveis sempre atraíram a presença de muitas pessoas, desde os antigos caçadores-coletores até os colonizadores de origem europeia.
O conhecimento acerca dos primeiros habitantes da região, os caçadores-coletores, se dá pelos estudos arqueológicos dos materiais deixados por eles, na sua maioria artefatos de pedra e arte rupestre.  As datas mais antigas associadas a presença destas pessoas em região próxima à Jumirim é de até 8 mil anos..
O município de Jumirim, criado mais recentemente em 27 de dezembro de 1995, foi anteriormente distrito do município de Tietê, com sede no povoado de Jumirim e território desmembrado do distrito-sede daquele município, condição assumida a partir de 30 de novembro de 1944. Até sua emancipação, a localidade tinha o nome de Jurumirim'.
Suas referências mais antigas ligam-no à vila de Jumirim, cujo nome provém do topônimo tupi jurumirim que significa “embocadura pequena”. A formação do povoado teve como marco inicial a Estrada de Ferro Sorocabana ou, mais especificamente, a construção em 1886 de uma estação ferroviária alocada em parte das terras da fazenda Barreiro, pertencente ao português Manuel Novais, considerado o fundador da cidade. Contou também com a influência da imigração italiana, uma vez que inúmeras famílias foram chegando à região em busca de melhores possibilidades.

## Geografia

### Hidrografia
- Rio Tietê
- Rio Sorocaba

### Rodovias
- SP-300

### Ferrovias
- Linha Tronco da antiga Estrada de Ferro Sorocabana [7]

## Demografia

### População
| Crescimento populacional                             | Crescimento populacional | Crescimento populacional | Crescimento populacional |
| Ano                                                  | População Total          |                          | %±                       |
| ---------------------------------------------------- | ------------------------ | ------------------------ | ------------------------ |
| 2000                                                 | 2 196                    |                          | —                        |
| 2010                                                 | 2 798                    |                          | 27,4%                    |
| 2022                                                 | 3 056                    |                          | 9,2%                     |
| Est. 2024                                            | 3 123                    | [ 8 ]                    | 2,2%                     |
| Fontes: Censos Demográficos IBGE e Estimativas SEADE |                          |                          |                          |

### Dados demográficos
Dados do Censo - 2010:
População total: 2.798
- Urbana: 1.623
- Rural: 1.175
- Homens: 1.444
- Mulheres: 1.354

Densidade demográfica (hab./km²): 49,36
Programa das Nações Unidas para o Desenvolvimento - 2013:
Mortalidade infantil até 1 ano (por mil): 12,2
Expectativa de vida (anos): 76,8
Taxa de fecundidade (filhos por mulher): 2,1
Taxa de alfabetização: 91,60%
Índice de Desenvolvimento Humano (IDH-M): 0,741
- IDH-M Renda: 0,721
- IDH-M Longevidade: 0,863
- IDH-M Educação: 0,655

## Infraestrutura

### Comunicações
O sistema de telefones automáticos, assim como o sistema de discagem direta à distância (DDD) com o código de área (0152), foram implantados pela Telecomunicações de São Paulo (TELESP).
Na década de 90 o código DDD da cidade foi alterado para (015), para padronização do sistema telefônico com a telefonia celular que estava sendo implantada em todo o estado.

## Religião
O Cristianismo se faz presente na cidade da seguinte forma:

### Igreja Católica
- A igreja faz parte da Arquidiocese de Sorocaba.[17]

### Igrejas Evangélicas
- Assembleia de Deus Ministério do Belém.[18][19]
- Congregação Cristã no Brasil.[20]